# مريم إنياس
مريم إنياس (1934 - 26 ديسمبر 2020 
) شخصية صوفية سنغالية، ارتبط اسمها بتدريس القرآن الكريم حتى لُقبت محليا بـ«خادمة القرآن». والدها هو الشيخ إبراهيم إنياس الذي يعتبر أحد أبرز شيوخ التصوف بغربي أفريقيا.

## المولد والنشأة
ولدت مريم بنت إبراهيم إنياس بن عبد الله الكولخي يوم 24 ديسمبر عام 1934 في مدينة كولخ السنغالية، لأسرة علمية صوفية ذات تأثير مجتمعي كبير لكونها والدها شخصية علمية بارزة ويتزعم فرعا كبيرا من الطريقة التجانية الصوفية.

## الدراسة والتكوين
التحقت مريم إنياس في سن مبكرة بمدرسة لتعليم القرآن وهي مدرسة أسسها والدها في مدينة كولخ فحفظت القرآن الكريم وهي في 13 من عمرها، وبعد حفظه بدأت دراسة اللغة العربية والعلوم الإسلامية على والدها الشيخ إبراهيم إنياس.
أصبحت عام 1950 مدرِّسة للقرآن الكريم في «مدرسة شيخ الإسلام» بمدينة الشيخ إبراهيم نياس التي تُعرف اختصارا بـ«مدينة»، وأسست بعد انتقالها إلى العاصمة داكار للاستقرار مع زوجها هناك سنة 1960 مدرسة قرآنية في منزلها، وكانت تشرف بنفسها على تدريس أطفال الحي الذي تسكنه، ثم تحولت المدرسة إلى قبلة رئيسية للعشرات من أطفال داكار الراغبين في تعلم القرآن الكريم.

## التجربة الدعوية
قامت مريم إنياس سنة 1975 بإنشاء مؤسسة أهلية لتعليم القرآن الكريم أطلقت عليها «دار القرآن الكريم»، وقد ساهم الدعم المالي الذي تلقته من أمراء ورجال أعمال خليجيين لاحقا في توسعة المدرسة، إذ تقدر طاقتها الاستيعابية بحوالي 1600 طالب (حسب معطيات المؤسسة لعام 2014).
وقد خرجت المدرسة على مدار السنوات الأخيرة المئات من حملة القرآن الكريم من السنغال ومجاورة مثل غامبيا وغينيا بيساو. ويأتي طلبة «دار القرآن الكريم» في «طليعة» الطلبة الأفارقة الذين يشاركون في المسابقات الدولية لتحفيظ القرآن الكريم.
لم يتوقف جهد مريم إنياس في نشر الثقافة الإسلامية والعربية في البلاد على تأسيس مدرسة «دار القرآن الكريم»، بل وضعت اللبنة الأولى لـ«مجمع شيخ الإسلام الحاج إبراهيم إنياس التعليمي» في داكار سنة 1984. ويعتبر المجمع من أهم المؤسسات المحلية لتعليم العلوم الإسلامية والعربية بمنطقة غربي أفريقيا.
قامت مريم بالعديد من الرحلات العلمية في عدة بلدان أفريقية في إطار أنشطة منظمة العالم الإسلامي التي كان والدها أحد أعضائها المؤسسين، كما أشرفت على تسيير عدة رحلات إلى الحج لمواطنين من دول غرب إفريقيا، وذلك بالتعاون مع بعض فاعلي الخير في دول الخليج العربي.
تجاوز تأثير مريم إنياس بفضل شبكة علاقاتها الخارجية المجال التعليمي كما تخطى الإطار المحلي، فقد ساهمت في حل بعض الأزمات الدبلوماسية التي واجهت السنغال في العقود الأخيرة.
ومن هذه الجهود قيامها بوساطة بين السنغال وإيران أفضت إلى استئناف علاقاتهما الدبلوماسية سنة 1990 بعد قطعها 1986. كما أدت دورا في استئناف العلاقات الدبلوماسية بين السنغال والسودان سنة 1999 إثر تجميدها بسبب خلافات بين الطرفين.

## الأوسمة والجوائز
اختيرت مريم إنياس في يونيو 2007 ضمن 300 شخصية عالمية للمشاركة في حوار مسيحي/يهودي/إسلامي نظمته جامعة كامبردج البريطانية تحت عنوان: «الإسلام والمسلمون في عالم اليوم».